# Echinocystis lobata
Échinocyste lobé, Concombre grimpant, Concombre sauvage
Espèce
Synonymes
- Echinocystis echinata (Muhl.) Vassilcz.
- Hexameria echinata Torr. & A.Gray
- Micrampelis lobata (Michx.) Greene
- Momordica echinata Muhl. ex Willd.
- Sicyos lobatus Michx.

Echinocystis lobata, l’Échinocyste lobé, aussi communément appelé Concombre grimpant ou Concombre sauvage, est une espèce de plantes à fleurs de la famille des Cucurbitaceae, originaire de l'Amérique du Nord. C'est la seule espèce actuellement acceptée dans le genre Echinocystis,.

## Taxonomie et systématique

### Taxonomie
Echynocystis lobata est la seule espèce actuellement classée dans le genre Echinocystis. Il appartient la petite tribu Sicyoeae de la sous-famille des Cucurbitoideae de la famille des Cucurbitaceae.

### Systématique
Le nom correct complet (avec auteur) de ce taxon est Echinocystis lobata (Michx.) Torr. & A.Gray.
L'espèce a été initialement classée dans le genre Sicyos sous le basionyme Sicyos lobatus Michx..
Ce taxon porte en français les noms vernaculaires ou normalisés suivants : Concombre grimpant,,, Concombre sauvage,,, Concombre sauvage, Concombre grimpant, Échinocystide lobée, échinocyste lobé, échinocystis lobé, Échinocystide lobée.
Echinocystis lobata a pour synonymes :
- Echinocystis echinata (Muhl. ex Willd.) Britton, Sterns & Poggenb.
- Echinocystis echinata (Muhl.) Vassilcz.
- Hexameria echinata (Muhl. ex Willd.) Torr. & A.Gray
- Micrampelis lobata (Michx.) Greene
- Momordica echinata Muhl.
- Momordica echinata Muhl. ex Willd.
- Sicyos lobatus Michx.

## Étymologie
Le nom générique Echinocystis vient d'un mélange de deux mots qui ont été combinés. La première partie du mot, Echino, vient du latin echinus, signifiant « hérisson » fait référence au fruit couvert d'épines. La deuxième partie du mot, cystis, vient du grec kystis, qui signifie « un sac ou une vessie ». L'épithète lobata vient du latin moderne et signifie « avec des lobes ».

## Description

### Appareil végétatif
L'Échinocyste lobé est une plante grimpante, herbacée, annuelle, à vrilles ramifiées, qui peut atteindre 8 m de hauteur. Les tiges sarmenteuses et très ramifiées, sont souples et un peu charnues. Les nœuds de la tige sont parfois velus.
Les feuilles, généralement opposées, sont longuement pétiolées et elles sont habituellement découpées en 5 lobes profonds à bord lisse ou finement dentées.

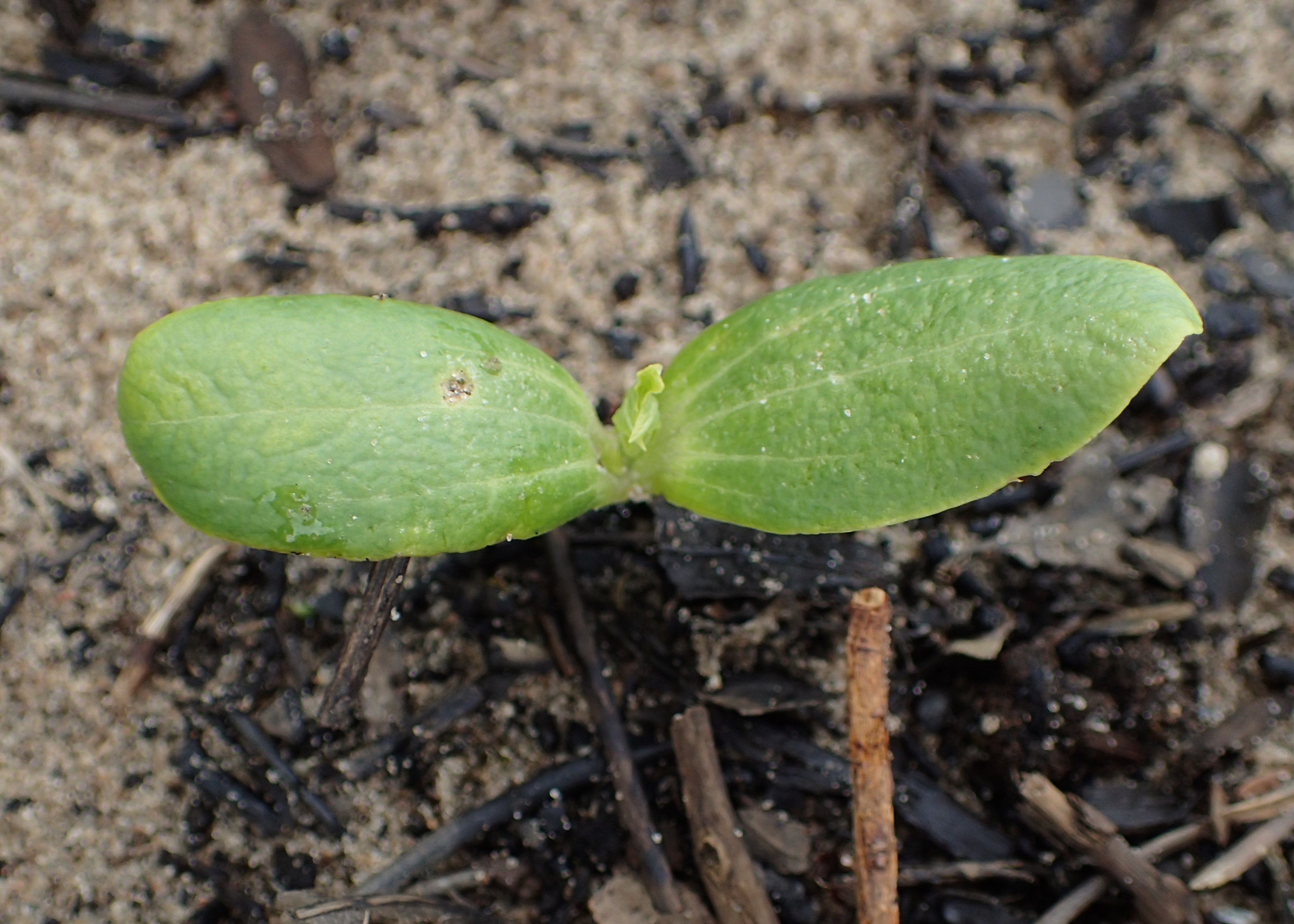
Jeune pousse.
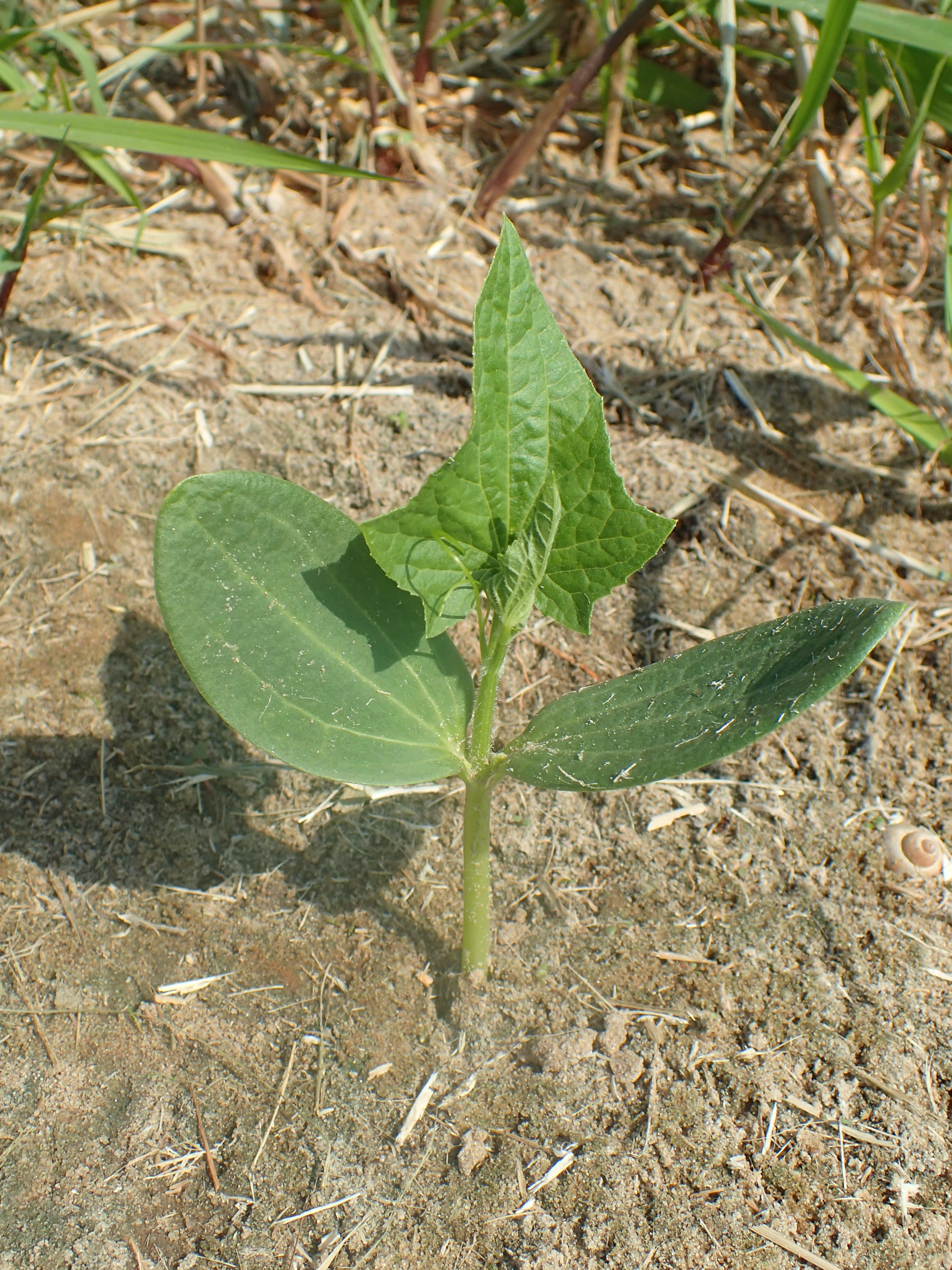
Premières feuilles.
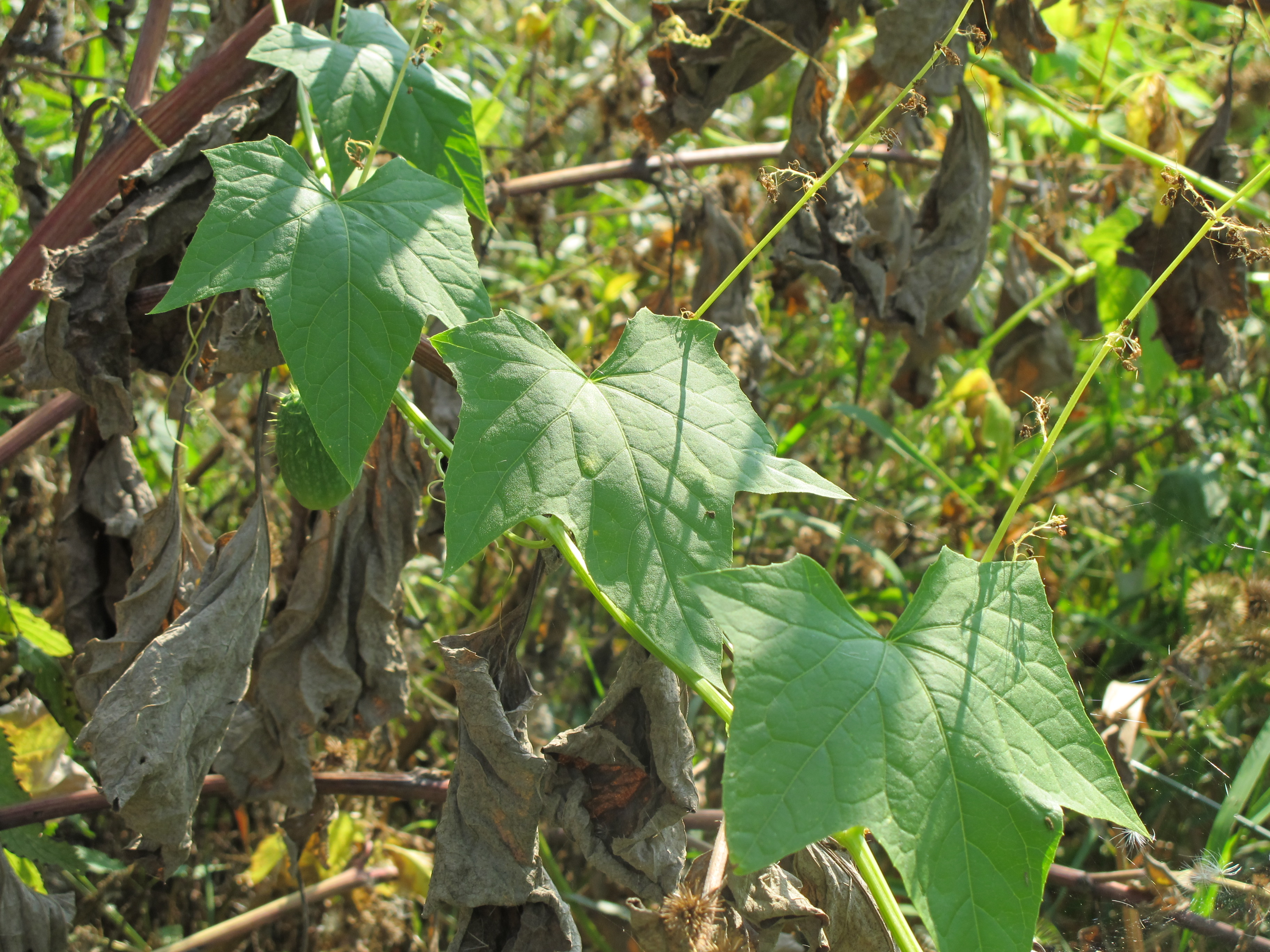
Tige avec feuilles.
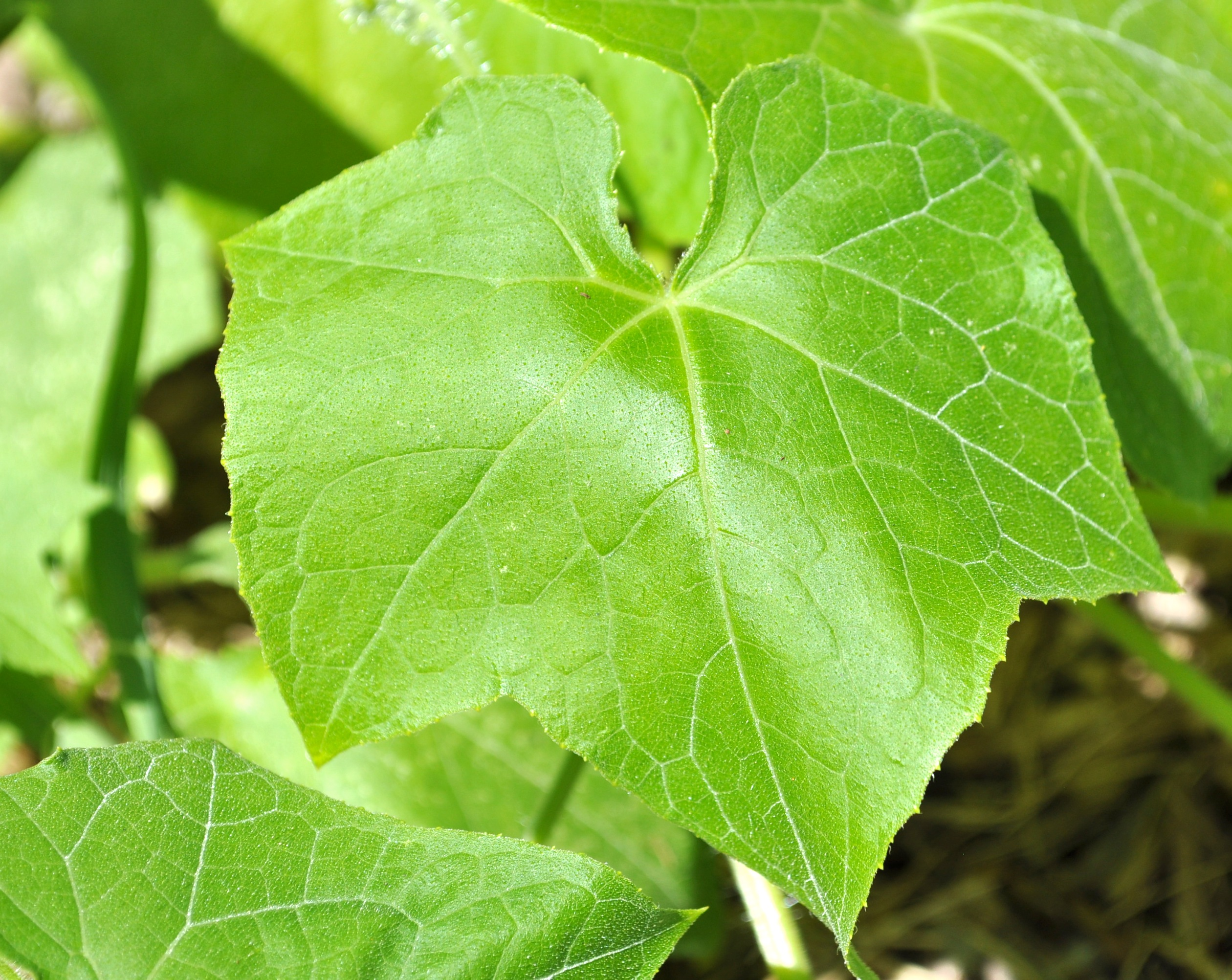
Feuille.

### Appareil reproducteur
L'Échinocyste lobé est considéré comme une plante monoïque : elle porte des fleurs mâles et des fleurs femelles sur un même plant.
Les fleurs mâles, en panicules visibles, allongées et ramifiées sont insérées à l'aisselle des feuilles puis constituées de petites pétales blancs ou blanc verdâtre et d'anthères jaunes saillantes. Les fleurs femelles, solitaires, sont courtement pédonculées et elles sont situées à l'aisselle des vrilles situées juste en dessous de chaque panicule de fleurs mâles.
L'apparition des fleurs mâles se fait plusieurs semaines avant l'apparition des fleurs femelles.
Le fruit est une capsule charnue et oblongue qui mesure de 2,5 à 5 cm de longueur. Lorsque le fruit est encore vert, il ressemble à un petit melon un peu piquant. Une fois mature, le fruit se dessèche et s'ouvre à son sommet pour libérer 4 graines mesurant entre 15 et 18 mm qui sont relativement lourdes, brun foncé, plates et rugueuses. La capsule sèche et vide ressemble à un petit sac en maille épineux persistant pendant l'hiver après le plant,.

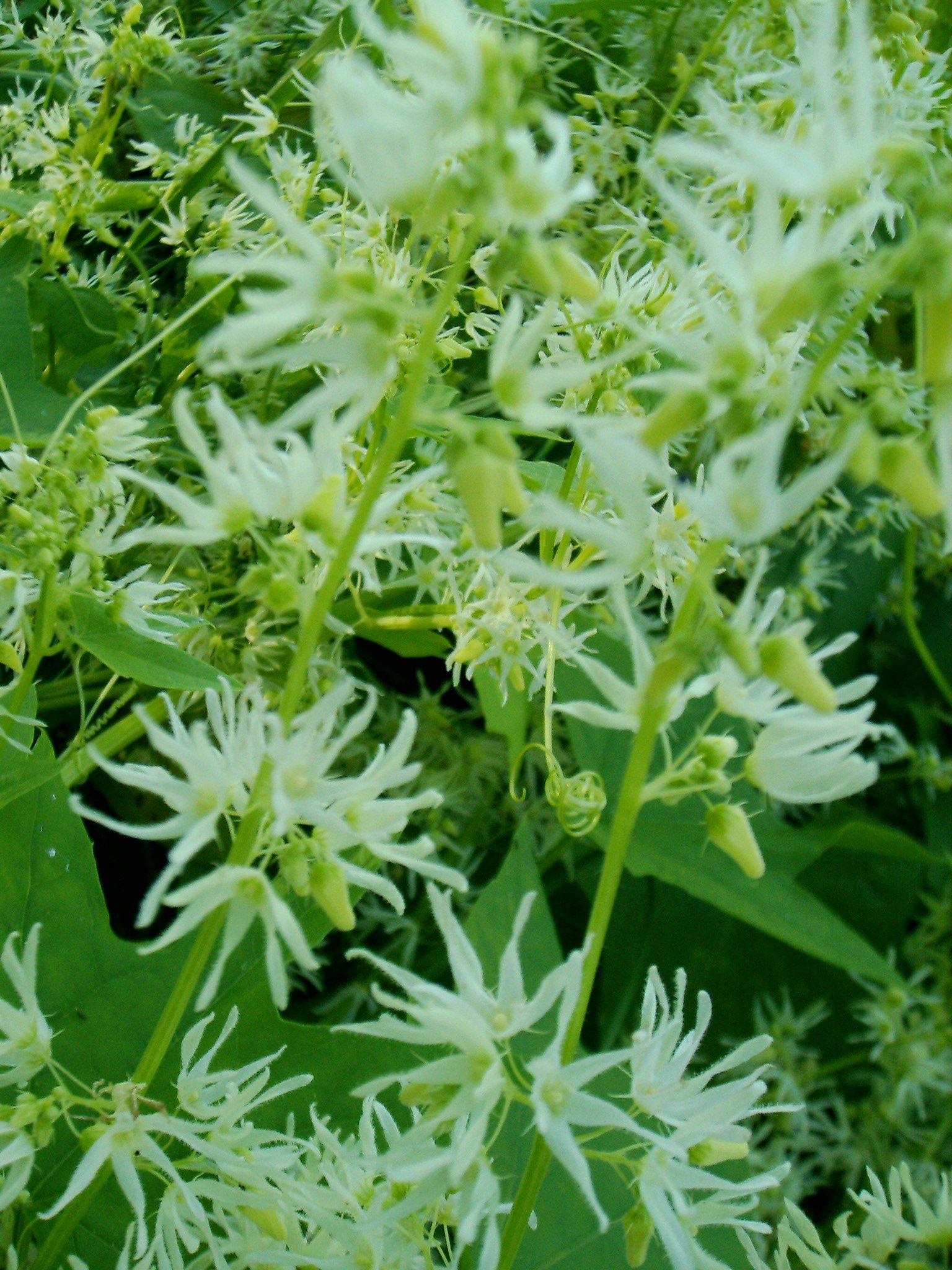
Inforescence.
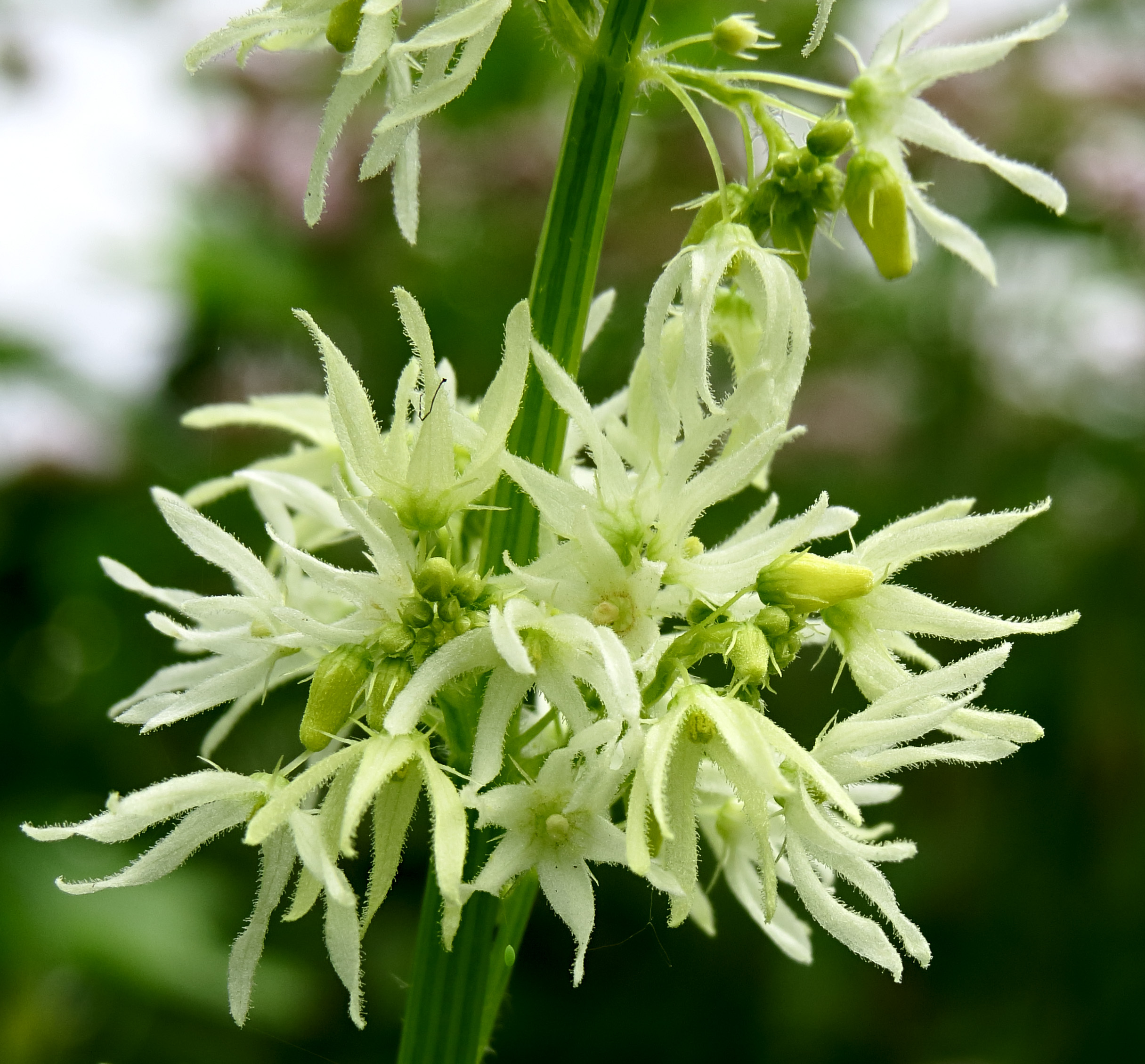
Fleurs.
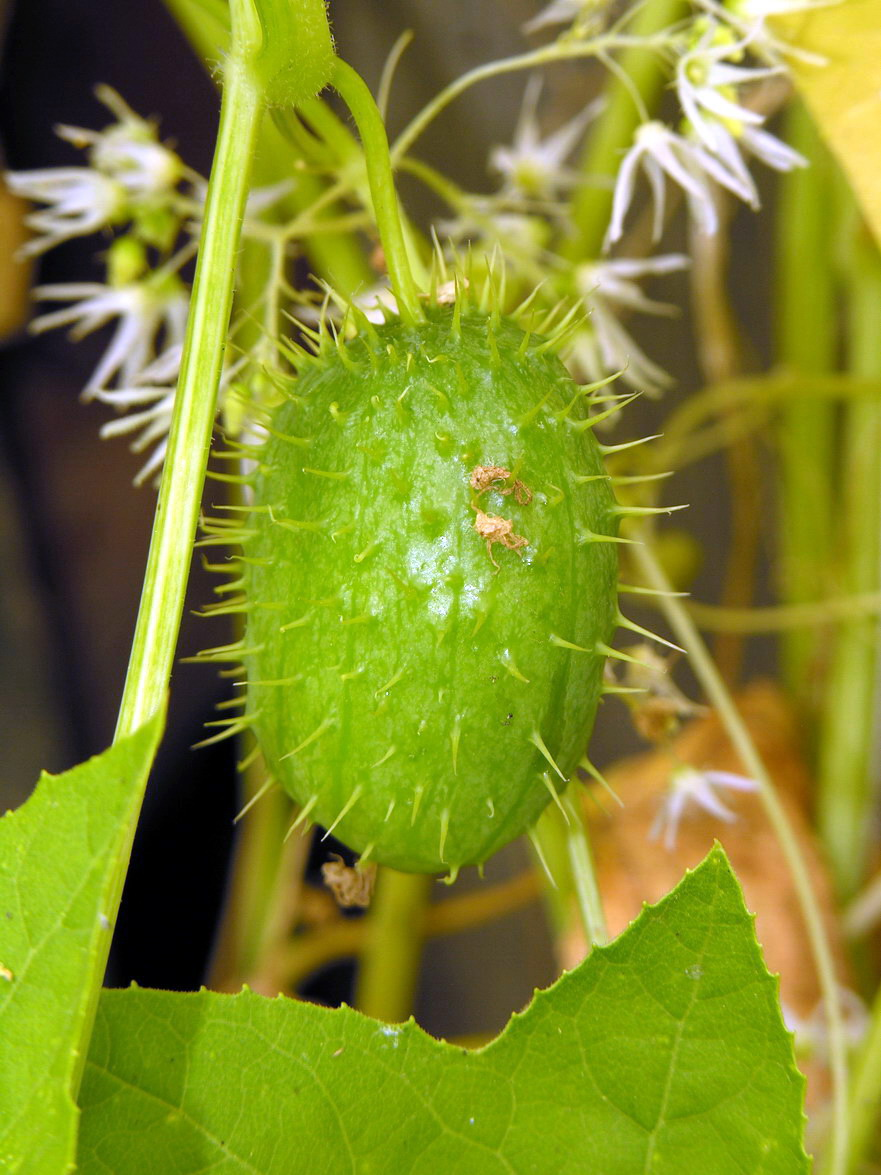
Jeune fruit semblable à un melon épineux.
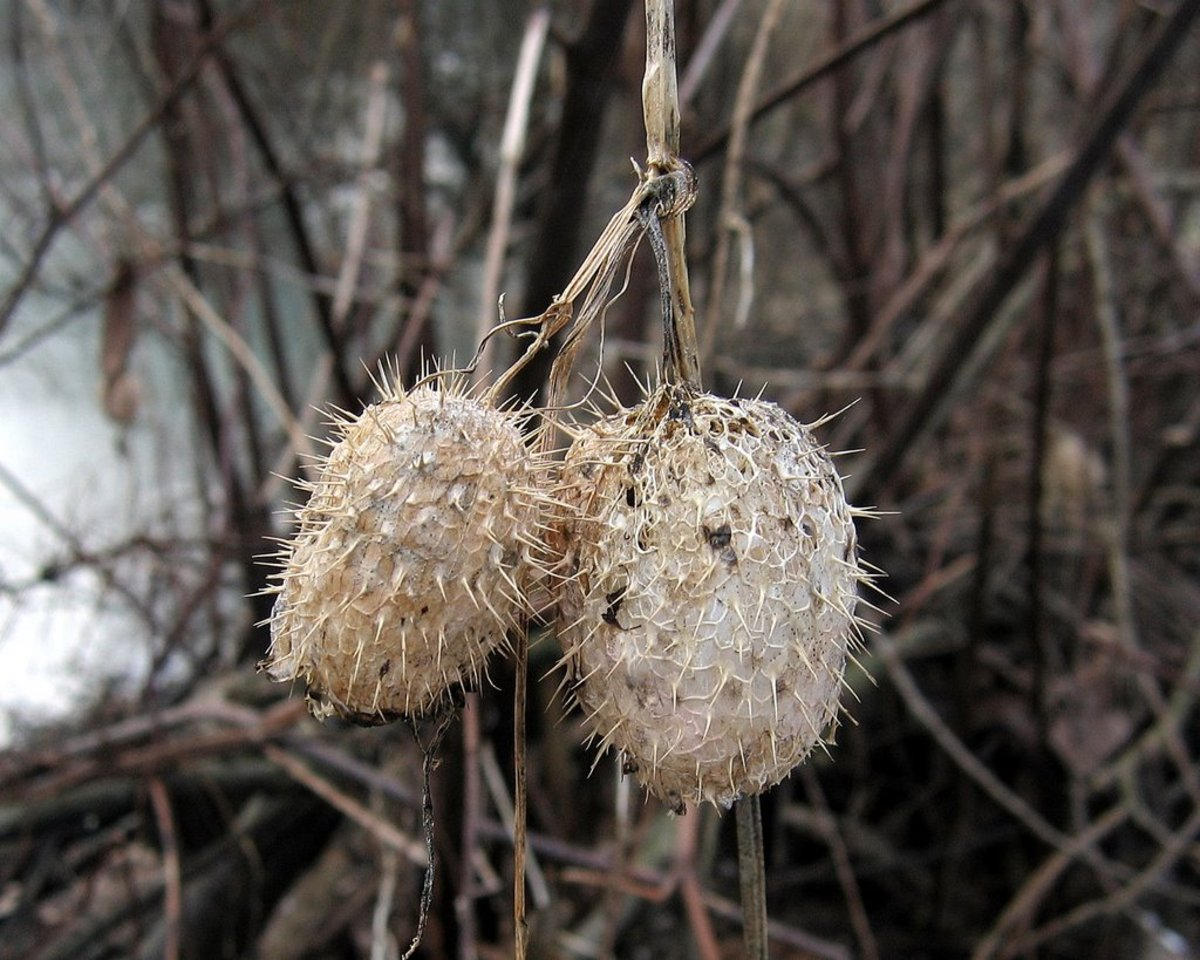
Capsule sèche persitant pendant l'hiver.
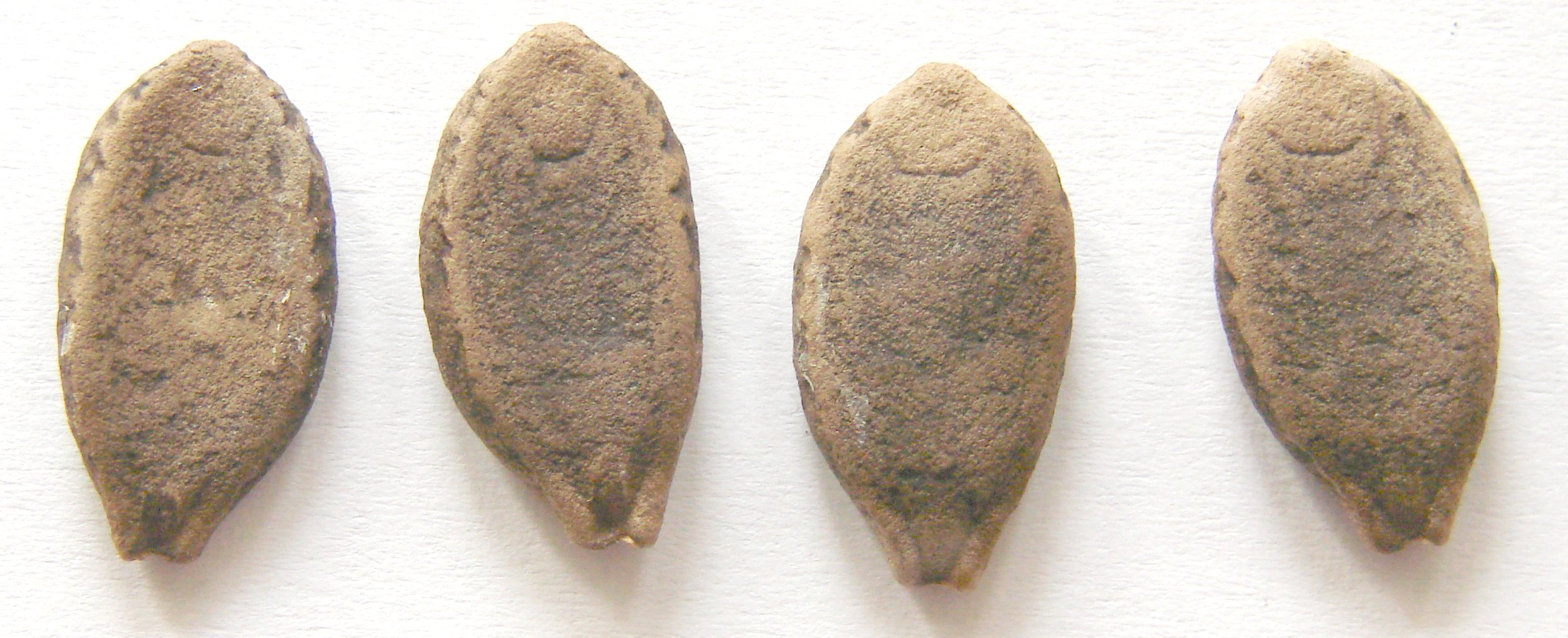
Graines.

## Biologie
La plante peut pousser de 10 cm par jour. La floraison à lieu de juillet jusqu'en septembre.

## Écologie
La floraison parfumée attire une multitude de pollinisateurs.

## Habitat et distribution

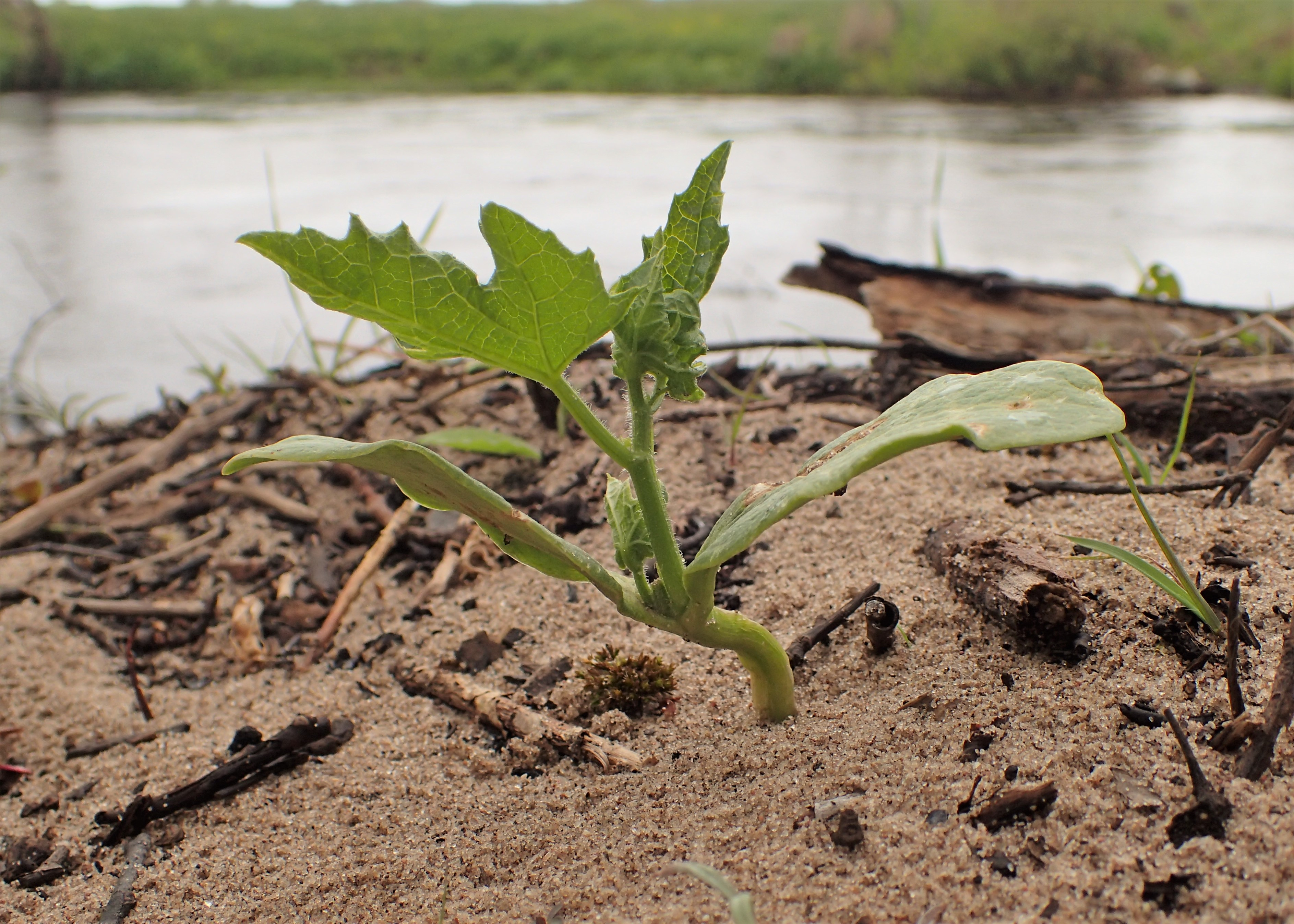
Concombre grimpant qui pousse en bordure d'un cours d'eau.

L'Échinocyste lobé pousse sur des sols humides ou bien drainés, comme sur les berges des rivières, dans les prairies et les terrains incultes, à l'orée des bois et le long des clôtures habituellement dans les dépressions humides, mais aussi dans les endroits plus secs.
L'Échinocyste lobé est largement distribué dans le sud de l'Ontario.

## Espèce envahissante
La plante a été introduite en Europe comme plante ornementale.

### Conséquences

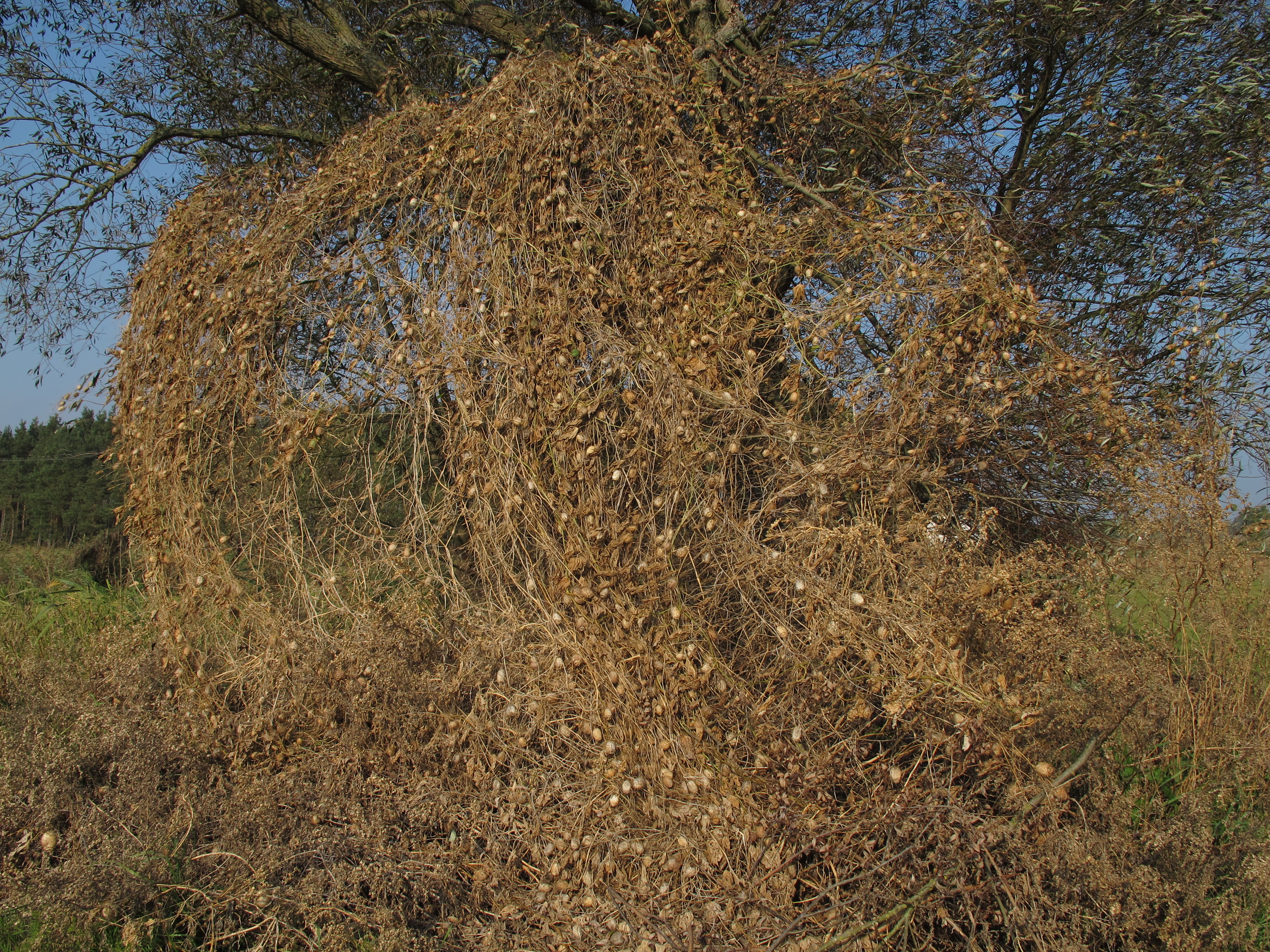
Le Concombre grimpant étouffe un arbre.

La plante peut déraciner des jeunes plants à cause de ses vrilles ou encore littéralement étouffer une plante plus grande à cause de sa croissance rapide et volubile qui lui permet de recouvrir rapidement des grandes surfaces. Dans son aire d'origine, la plante n'est pas envahissante.

### Mesures d'éradication
La coupe des jeunes plants est effectuée pour empêcher la production de graines. Cette méthode peut donc éradiquer la colonie car c'est une plante annuelle.

## Utilisations

### Médicaux
Les Amérindiens faisaient du thé avec les racines extrêmement amères comme tonique contre les maux d’estomac, les affections rénales, les rhumatismes, les frissons, les fièvres et les règles obstruées. La racine en cataplasme était utilisée contre les maux de tête.

### Horticole
L'Échinocyste lobé est utilisé dans les campagnes comme plante ornementale,.

## Toxicité
La plante contient des cucurbitacines, toxiques pour l'homme et pour les animaux. Le fruit provoque des maux d’estomac, des diarrhées et même des réactions de brûlure chez certaines personnes.